# Bandini 1000
La Bandini 1000  è un'autovettura da corsa, costruita nel 1966 dalla Bandini Automobili di Forlì.
Questa nuova sport prototipo, sostituisce la 1000 P da cui eredita il motore bialbero Bandini di 1000 cm³ di cilindrata, costantemente aggiornato e migliorato (approdato definitivamente al retrotreno), lo schema sospensivo a quattro ruote indipendenti e la struttura del telaio, che viene solo irrigidito con l'uso di nuovi elementi nello stesso materiale. Con la 1000/66 i freni a disco divengono una costante anche per i successivi tipi, mentre del tutto nuova per le Bandini è l'adozione del cambio Colotti a cinque marce e il posizionamento del radiatore che viene sdoppiato e posto al retrotreno. 

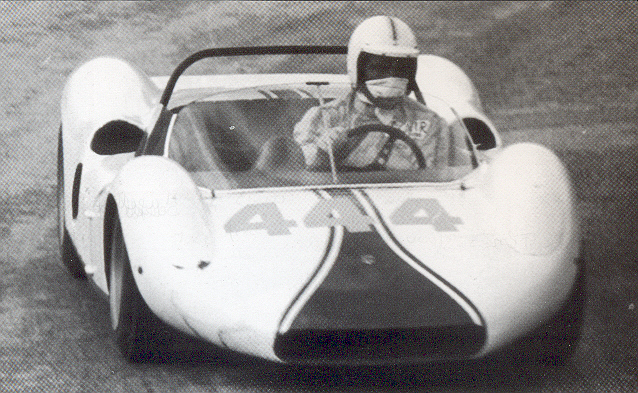

## Il telaio

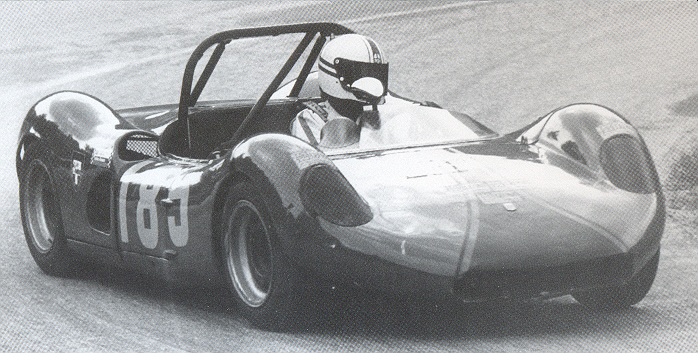

Il telaio, disegnato e costruito da Ilario Bandini, è uno sviluppo basato sulle esperienze raccolte dalla prima auto a motore posteriore costruita.
La 1000/66 è quindi l'auto con cui viene metabolizzato e sfruttato il cambiamento
avvenuto con la 1000 P del 1962, in tale ottica è da considerare il cambiamento della distribuzione dei pesi e delle geometrie delle sospensioni che hanno comportato anche nuove fusioni dei portamozzi.
- Struttura e materiale: a traliccio di tubi a sezione ellittica, in acciaio speciale di derivazione aeronautica; brevetto nº 499843
- Sospensioni:
  - anteriore: indipendenti, a triangoli sovrapposti con ammortizzatori oleodinamici telescopici inclinati e molle cilindriche elicoidali coassiali; barra stabilizzatrice
  - posteriore: indipendenti, bracci oscillanti e triangoli inferiori, ammortizzatori oleodinamici telescopici inclinati agenti su portamozzi e molle cilindriche elicoidali coassiali, camber caster e convergenza regolabili, barra stabilizzatrice

- Impianto frenante:

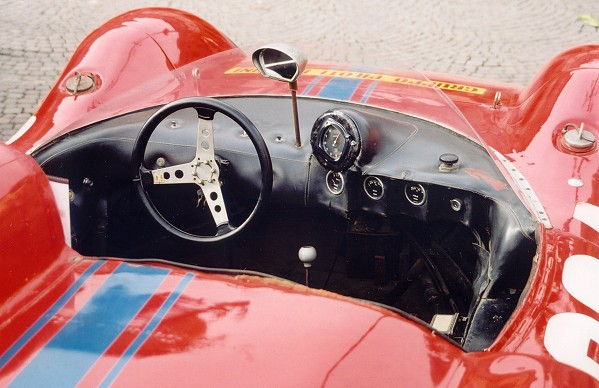

  - di servizio: idraulico, a disco Amadori anteriori e posteriori
- Sterzo: a pignone e cremagliera
- Guida: a sinistra
- Ruote: a raggi Borrani poi in lega leggera Amadori
- Serbatoio: 45 Litri
- Trasmissione: differenziale e cambio posteriore Colotti
- Peso complessivo:   400 kg

## Motore Bandini Bialbero 1000

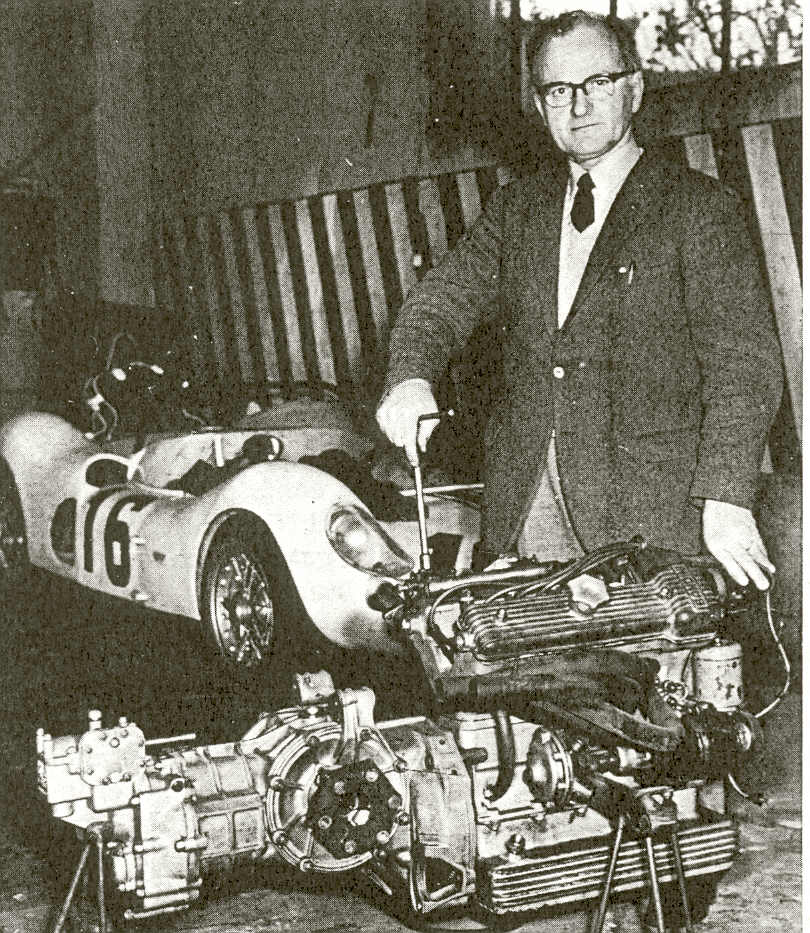
Il gruppo motore-cambio-differenziale della 1000/66.

- Posizionamento: posteriore longitudinale, 4 cilindri in linea
- Materiali e particolarità: distribuzione mista: catena ingranaggi, su rulli doppio albero a camme in testa in lega di alluminio, 8 valvole, camera di scoppio emisferica, monoblocco e basamento a cinque supporti di banco  in unica fusione di lega d'alluminio, coppa dell'olio in lega leggera, canne dei cilindri in ghisa cromate e smontabili
- Alesaggio: 68 mm
- Corsa: 68 mm
- Cilindrata: 987 cm³
- Rapporto di compressione: 9,5:1
- Alimentazione: 2 carburatori Weber doppio corpo 38DCO3
- Potenza: 105 CV @ 8500 rpm
- Lubrificazione: carter umido con pompa a ingranaggi e filtro esterno
- Raffreddamento: forzato a liquido con pompa centrifuga comandata da puleggia e cinghia, 2 radiatori in alluminio al retrotreno
- Cambio e frizione: 5 marce + RM, frizione bidisco a secco
- Accensione e impianto elettrico:  bobina e distributore-ruttore sulla testa, batteria 12 V e dinamo

## La carrozzeria

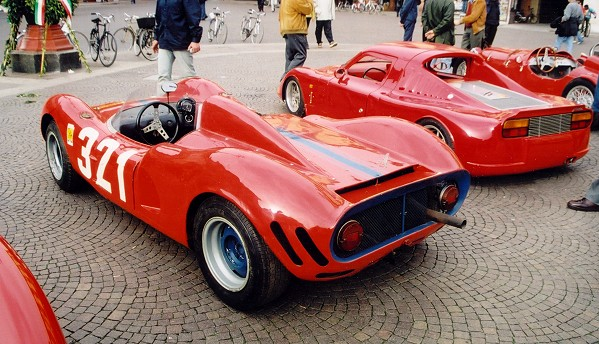

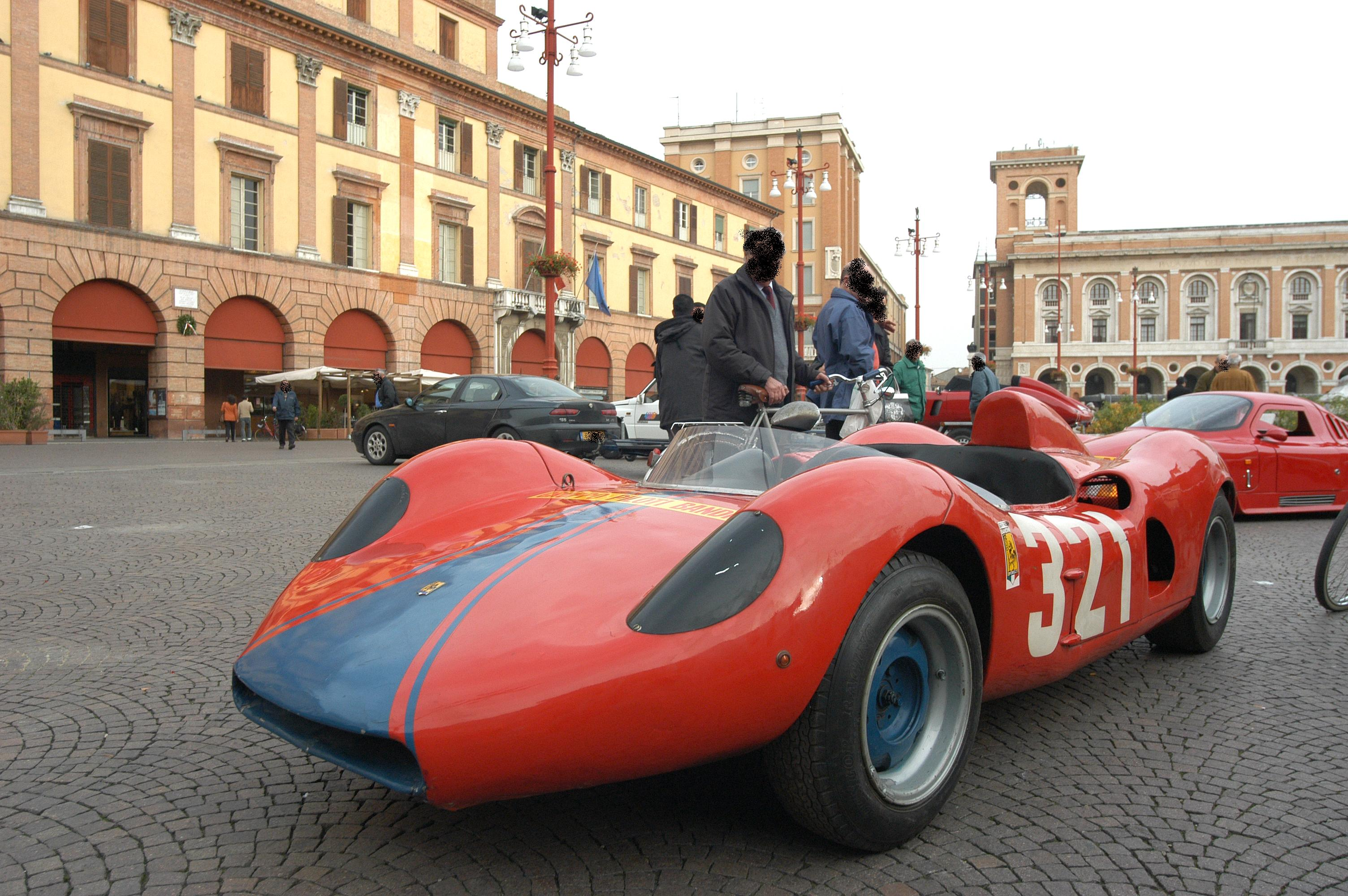

La carrozzeria biposto sport (barchetta) viene realizzata dalla Bandini completamente in alluminio. Estremamente bassa, soprattutto all'altezza delle portiere, è morbidamente adagiata sul telaio evidenziando le ruote; inizialmente a raggi Borrani e in seguito in lega leggera Amadori. La presa d'aria anteriore, stretta e arrotondata lateralmente è puramente estetica mentre, sono funzionali le quattro grandi prese d'aria alla base dei passaruota posteriori che si aprono subito dietro l'abitacolo ben protetto da schermi in plexiglas.
Il retrotreno, è interrotto da un brusco taglio verticale che origina una grande apertura ovale alla cui estremità sono posti i rotondi gruppi ottici posteriori. Ulteriori piccole aperture inclinate, della stessa forma di quella grande anteriore, evidenziano la forma dei passaruota posteriori dando omogeneità all'intera carrozzeria.
Nel corso degli anni, è stato modificato più volte il roll-bar che nella versione più recente è nascosto da una lunga e arrotondata pinna longitudinale con la funzione aggiunta di poggia-testa.
La livrea originale bianca e rossa fu sostituita alla fine dell'anno 1971 con l'attuale rossa e blu.
Attualmente si trova esposta al museo comunale della città di Forlì.